# Perykles Młodszy
Perykles Młodszy (ur. 445 p.n.e., zm. 406 p.n.e.) – ateński dowódca i polityk, syn Peryklesa i Aspazji.
W 406 p.n.e. Perykles był jednym z dowódców floty, która w okolicy Wysp Arginuskich, w pobliżu Lesbos pokonała flotę spartańską. Za niewyłowienie z mórz ciał poległych został skazany przez Ateńczyków na śmierć.